# Тукша (приток Ояти)
Ту́кша — река в России, правый приток Ояти, протекает по территории Подпорожского района Ленинградской области и Вытегорского района Вологодской области. Впадает в Оять на 165 км от её устья, на окраине Винниц. Длина реки — 41 км, площадь водосборного бассейна — 285 км².
В исток Тукши, Нижнее Тукшозеро, впадает протока, вытекающая из Верхнего Тукшозера.
На реке находится посёлок Игнатовское.

## Притоки
(от истока к устью)
- Ченжа
- Вехкручей (левый, из Вехкозера)
- Иавручей (правый, из Палозера)

## Данные водного реестра
По данным государственного водного реестра России относится к Балтийскому бассейновому округу, водохозяйственный участок реки — Свирь, речной подбассейн реки — Свирь (включая реки бассейна Онежского озера). Относится к речному бассейну реки Нева (включая бассейны рек Онежского и Ладожского озера).
Код объекта в государственном водном реестре — 01040100812102000012997.